# George Wombwell

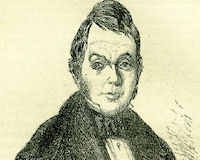
George Wombwell (1777–1850)

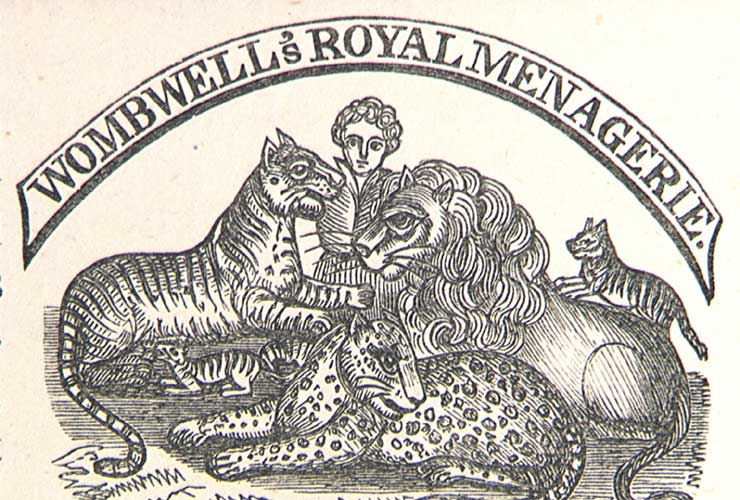
Ankündigungszettel von Wombwell’s Menagerie, frühes 19. Jahrhundert

George Wombwell (* 24. Dezember 1777 in Wendon Lofts, Essex; † 16. November 1850 in Northallerton) war ein in Großbritannien berühmter Tierschausteller und der Gründer von Wombwell’s Travelling Menagerie, einer wandernden Tierschau.

## Leben und Wirken
George Wombwell verließ seine Geburtsstadt um 1800 und ging nach London. Ab 1804 war er in Soho als Schuster tätig. Er kaufte für 75 £ zwei Boas, die auf einem Schiff aus Südamerika in den Docks gelandet waren. Er stellte die Reptilien gegen Entgelt in den Wirtshäusern aus. Mit dem Profit kaufte Wombwell weitere exotische Tiere im Londoner Hafen und stellte sie zunächst in Soho in der Old Compton Street zur Schau.
Im Jahr 1810 gründete er Wombwell’s Travelling Menagerie, mit der er landauf landab über die Jahrmärkte zog. Im Jahre 1839 benötigte er für den Transport seiner sich vergrößernden Sammlung bereits 16 Wagen. Im Laufe weiterer Jahre vergrößerte er sein Unternehmen auf insgesamt drei wandernde Tierschauen. Er trat insgesamt fünfmal am britischen Königshof auf, dabei dreimal vor Queen Victoria. Wombwells Tierschauen zeigten neben Affen nicht nur die großen Raubkatzenarten, sondern auch Giraffen, Elefanten und Kängurus; ein Gorilla und ein Nashorn gehörten ebenfalls zu seiner Menagerie. Seine nicht unerheblichen Tierverluste vermarktete er, indem er die Kadaver an Tierpräparatoren verkaufte. Auch Tierkämpfe hatten gelegentlich zu seinem Programm gehört, bis die britische Regierung diese Veranstaltungen im Jahr 1835 verbot.
George Wombwell zog auch selbst wilde Tiere auf. So wuchs bei ihm der erste in Großbritannien in Gefangenschaft geborene Löwe heran, den er Wallace nannte zu Ehren von William Wallace. Das Tier wurde nach seinem Tod präpariert und befindet sich seitdem im Saffron Walden Museum. George Wombwell starb 1850; sein Grab in Highgate unweit der letzten Ruhestätte von Karl Marx ziert die Skulptur seines zahmen Lieblingslöwen Nero.